# Liste der Monuments historiques in Ormes-et-Ville
Die Liste der Monuments historiques in Ormes-et-Ville führt die Monuments historiques in der französischen Gemeinde Ormes-et-Ville auf.

## Liste der Objekte
| Bezeichnung                                               | Beschreibung                                                     | Standort                     | Kennzeichnung | Schutzstatus | Datum | Bild |
| --------------------------------------------------------- | ---------------------------------------------------------------- | ---------------------------- | ------------- | ------------ | ----- | ---- |
| Gemälde Madonna von Einsiedeln                            | Ölfarbe auf Leinwand, 1613; vergoldeter Holzrahmen, 1769         | in der Kirche St-Remy (Lage) | PM54000477    | Classé       | 1979  |      |
| Chorgestühl                                               | Holz, 18. Jahrhundert; aus dem Kloster Ste-Elisabeth             | in der Kirche St-Remy (Lage) | PM54000472    | Classé       | 1908  |      |
| Zwei Reliefs: Anbetung der Hirten und Anbetung der Könige | Eichenholz, um 1770                                              | in der Kirche St-Remy (Lage) | PM54000475    | Classé       | 1975  |      |
| Lesepult                                                  | Holz, Mitte des 198. Jahrhunderts; aus dem Kloster Ste-Elisabeth | in der Kirche St-Remy (Lage) | PM54000476    | Classé       | 1979  |      |
| Gemälde Christus und der heilige Remigius                 | Ölfarbe auf Leinwand, Holzrahmen, Anfang des 17. Jahrhunderts    | in der Kirche St-Remy (Lage) | PM54000478    | Classé       | 1979  |      |
| Zweiflügelige Tür                                         | Holz, Schmiedeeisen, 17. Jahrhundert                             | in der Kirche St-Remy (Lage) | PM54001774    | Inscrit      | 1991  |      |
| Kruzifix                                                  | Holz, farbig gefasst, Anfang des 17. Jahrhunderts                | in der Kirche St-Remy (Lage) | PM54000473    | Classé       | 1974  |      |
| Pietà                                                     | Stein, farbig gefasst, zweite Hälfte des 16. Jahrhunderts        | in der Kirche St-Remy (Lage) | PM54000474    | Classé       | 1974  |      |